# Stadio De Vijverberg
Lo stadio De Vijverberg (in olandese Stadion De Vijverberg) è uno stadio situato a Doetinchem, nei Paesi Bassi. Lo stadio è stato inaugurato il 4 settembre 1954. Esso ospita le partite casalinghe del De Graafschap. Ha una capienza di 12.600 persone.

## Storia
Il Vijverberg fu costruito nel 1954 per la nascita del De Graafschap che avrebbe partecipato al concorso della NBVB. Il campo, situato nel viale Pond della città, fu finanziato da un rivenditore locale di bestiame. Il club ebbe fretta nel costruirlo e in cinque mesi il campo fu livellato e furono disposte intorno delle tribune in legno, finanziati per un piccolo tratto da società dilettantistiche della zona. In aggiunta, alcune sale per gli spogliatoi e il consiglio di amministrazione. Il 4 settembre 1954 12.000 spettatori videro Anton Beumer fare il primo gol nello stadio in una partita amichevole contro la Fortuna '54 che sarebbe poi finita in un 1-1. L'idea della costruzione fu approvata dal sindaco Jacob Boddens Hosang, consigliere anche della KNVB.